# Полдоллара (США)
Полдоллара (англ. Half dollar) — монеты США, которые чеканятся с 1794 года по сегодняшний день. Первоначально номинал монет обозначался как Fifty cents or half a dollar («Пятьдесят центов или полдоллара»), с 1839 года — Half dollar («Полдоллара»). Имеют множество разновидностей. На 2010 год в обиходе находятся монеты с изображением Кеннеди на аверсе. С 2002 года выпускаются относительно небольшими тиражами, в основном для подарочных наборов монет США и коллекционеров.

## История
Впервые 50-центовые монеты США были отчеканены 1 декабря 1794 года. Вплоть до 1970 года выпускались из серебра, а с 1971 — из медно-никелевого сплава.
На аверсе монет до 1947 года изображались женщины, символизирующие Свободу. Модели для изображения Свободы были самыми разнообразными — от портрета одной из красавиц того времени до любовницы гравёра и изображения английского символа — «Британия».
С 1948 года символ Свободы заменило изображение Бенджамина Франклина, а на следующий год после убийства Кеннеди — Джона Кеннеди.
По стечению обстоятельств, новый дизайн монеты стал причиной её постепенного выхода из обихода из-за ряда не связанных друг с другом событий. Во-первых, многие жители США сохраняли монеты как память об их любимом президенте. В 1965 году Линдон Джонсон отменил серебряный стандарт, что вызвало быстрый выход из обращения отчеканенных ранее серебряных монет (в том числе и 50 центов с изображением Кеннеди 1964 года). При этом в отличие от 10- и 25-центовых монет, которые стали чеканить из медно-никелевого сплава, 50 центов остались на 40 % серебряными. В связи с этим люди также копили эти монеты, выводя их из широкого обращения. В 1971 году 50-центовые монеты стали также чеканиться из медно-никелевого сплава. К тому времени в обиход вошли торговые автоматы, которые не принимали монет в 50 центов, а люди отвыкли от их применения.
В 1975 и 1976 годах в честь 200-летия принятия декларации независимости США выпускалась монета, на реверсе которой был изображён индепенденс-холл, где она была подписана, а на аверсе находилась двойная дата «1776–1976». Необычный дизайн монеты также привёл к быстрому выходу её из обращения. С 2002 года монета в полдоллара выпускается относительно небольшими тиражами (в основном в подарочных и коллекционных наборах монет США).
Реверс всех 50-центовых монет (за исключением выпущенных в 1975–1976 годах) содержал изображение белоголового орлана — геральдического символа США. Изображение орлана было обязательным по закону, который предусматривал его наличие на любой серебряной монете США номиналом более чем 10 центов.
Все монеты после 1866 года также содержат девиз «IN GOD WE TRUST». Его появление связано с тем, что в конце Гражданской войны в США в связи с обострившимися религиозными чувствами многих американцев, потерявших родственников, либо уставших от военных лишений. 3 марта 1865 года был принят закон, согласно которому все серебряные монеты номиналом более 10 центов и золотые — более 3 долларов должны содержать девиз «IN GOD WE TRUST».

## Типы 50-центовых монет
| Полдоллара с изображением Свободы с распущенными волосами | |                                                                 |             |                            |                                                                         |       |        |
| Дата выпуска | Металл | Масса общая, г                                                  | Диаметр, мм | Тираж (пруф), шт.          | Гурт                                                                    | Аверс | Реверс |
| 1794–1795 | 89,26 % Ag и 10,74 % Cu                                                                                    | 13,5                                                            | 32,5        | более 333 000              | надпись «FIFTY CENTS OR HALF A DOLLAR»                                  |       |        |
| Аверс: изображение Свободы Реверс: белоголовый орлан — геральдический символ США Гравёр: Роберт Скот Чеканка: монетный двор Филадельфии | |                                                                 |             |                            |                                                                         |       |        |
| Полдоллара с изображением драпированного бюста Свободы | |                                                                 |             |                            |                                                                         |       |        |
| Дата выпуска | Металл | Масса общая, г                                                  | Диаметр, мм | Тираж, шт.                 | Гурт                                                                    | Аверс | Реверс |
| 1796, 1797, 1801–1803, 1805–1807 | 89,25 % Ag и 10,75 % Cu                                                                                    | 13,48                                                           | 32,5        | более 1 миллиона 600 тысяч | надпись «FIFTY CENTS OR HALF A DOLLAR»                                  |       |        |
| Аверс: изображение Свободы Реверс: белоголовый орлан — геральдический символ США Гравёр: Роберт Скот Чеканка: монетный двор Филадельфии | |                                                                 |             |                            |                                                                         |       |        |
| Полдоллара с бюстом Свободы в колпаке | |                                                                 |             |                            |                                                                         |       |        |
| Дата выпуска | Металл | Масса общая                                                     | Диаметр, мм | Тираж, шт.                 | Гурт                                                                    | Аверс | Реверс |
| 1807–1839 | 89,25 % Ag и 10,75 % Cu (1807—1836) 90 % Ag и 10 % Cu (1836—1839)                                          | 13,48 (1807–1836) 13,36 (1836–1839)                             | 32,5        | более 91 миллиона          | надпись «FIFTY CENTS OR HALF A DOLLAR» (1807–1836) рубчатый (1836–1839) |       |        |
| Аверс: изображение Свободы во фригийском колпаке — символе революции. Реверс: белоголовый орлан — геральдический символ США. Гравёры: Джон Райх (англ. John Reich) (1807—1836) Кристиан Гобрехт (1837—1839) Чеканка: монетный двор Филадельфия\|Филадельфии и Нового Орлеана. | |                                                                 |             |                            |                                                                         |       |        |
| Полдоллара с сидящей Свободой | |                                                                 |             |                            |                                                                         |       |        |
| Дата выпуска | Металл | Масса общая                                                     | Диаметр, мм | Тираж, шт.                 | Гурт                                                                    | Аверс | Реверс |
| 1839–1891 | 90 % Ag и 10 % Cu                                                                                          | в разные годы 12,44, 12,5 и 13,36                               | 30,6        | более 150 миллионов        | рубчатый                                                                |       |        |
| Аверс: изображение Свободы Реверс: белоголовый орлан — геральдический символ США. Гравёр: Кристиан Гобрехт Чеканка: монетный двор Филадельфии, Нового Орлеана, Карсон-Сити и Сан-Франциско.                                                                                   | |                                                                 |             |                            |                                                                         |       |        |
| Полдоллара Барбера | |                                                                 |             |                            |                                                                         |       |        |
| Дата выпуска | Металл | Масса общая                                                     | Диаметр, мм | Тираж, шт.                 | Гурт                                                                    | Аверс | Реверс |
| 1892–1915 | 90 % Ag и 10 % Cu                                                                                          | 12,5                                                            | 30,6        | более 75 миллионов         | рубчатый                                                                |       |        |
| Аверс: изображение Свободы Реверс: белоголовый орлан — геральдический символ США. Гравёр: Чарльз Барбер Чеканка: монетный двор Филадельфии, Нового Орлеана, Денвера и Сан-Франциско.                                                                                          | |                                                                 |             |                            |                                                                         |       |        |
| Полдоллара с идущей Свободой | |                                                                 |             |                            |                                                                         |       |        |
| Дата выпуска | Металл | Масса общая                                                     | Диаметр, мм | Тираж, шт.                 | Гурт                                                                    | Аверс | Реверс |
| 1916–1947 | 90 % Ag и 10 % Cu                                                                                          | 12,5                                                            | 30,6        | более 200 миллионов        | рубчатый                                                                |       |        |
| Аверс: изображение Свободы Реверс: белоголовый орлан — геральдический символ США. Художник: Адольф Вайнман Чеканка: монетный двор Филадельфии, Нового Орлеана, Денвера и Сан-Франциско.                                                                                       | |                                                                 |             |                            |                                                                         |       |        |
| Полдоллара с изображением Франклина | |                                                                 |             |                            |                                                                         |       |        |
| Дата выпуска | Металл | Масса общая                                                     | Диаметр, мм | Тираж, шт.                 | Гурт                                                                    | Аверс | Реверс |
| 1948–1963 | 90 % Ag и 10 % Cu                                                                                          | 12,5                                                            | 30,6        | около 500 миллионов        | рубчатый                                                                |       |        |
| Аверс: изображение Бенджамина Франклина Реверс: колокол Свободы Художник: Джон Синнок Чеканка: монетный двор Филадельфии, Денвера и Сан-Франциско | |                                                                 |             |                            |                                                                         |       |        |
| Полдоллара с изображением Кеннеди | |                                                                 |             |                            |                                                                         |       |        |
| Дата выпуска | Металл | Масса общая                                                     | Диаметр, мм | Тираж, шт.                 | Гурт                                                                    | Аверс | Реверс |
| 1964 — по сегодняшний день | 90 % Ag и 10 % Cu (1964) 40 % Ag и 60 % Cu (1965–1970) 91,67 % Cu и 8,33 % Ni (1971 — по сегодняшний день) | 12,5 (1964) 11,5 (1965–1970) 11,34 (1971 — по сегодняшний день) | 30,61       | чеканится по сей день      | рубчатый                                                                |       |        |
| Аверс: изображение Джона Кеннеди Реверс: белоголовый орлан — геральдический символ США Гравёры: Гилрой Робертс и Франк Гаспарро Чеканка: монетный двор Филадельфии, Денвера и Сан-Франциско                                                                                   | |                                                                 |             |                            |                                                                         |       |        |